# كينجي كاكياما
كينجي كاكياما (باليابانية: 景山 健司) (2 أبريل 1980 في ناغانو في اليابان – )؛ هو لاعب كرة قدم ياباني سابق كان يلعب كلاعب وسط.

## وصلات خارجية
- كينجي كاكياما على موقع رابطة كرة القدم اليابانية للمحترفين (اليابانية)
- كينجي كاكياما على موقع Soccerway.com (الإنجليزية)